# Antonio Puchades
Antonio Puchades Casanova (* 4. Juni 1925 in Sueca; † 24. Mai 2013 ebenda) war ein spanischer Fußballspieler. Er nahm mit der spanischen Nationalmannschaft an der Fußball-Weltmeisterschaft 1950 teil.

## Karriere

### Verein
Puchades begann in seiner Heimatstadt beim örtlichen Klub SD Sueca mit dem Fußballspielen. Bereits in der Jugend wechselte er zum benachbarten FC Valencia. Im Seniorenbereich spielte er zunächst für Valencias Reservemannschaft CD Mestalla, bevor er 1946 in die erste Mannschaft aufrückte. In seiner ersten Saison bestritt er vier Spiele in der Primera División und gewann die spanische Meisterschaft. Es folgten der Gewinn der Copa Eva Duarte, einem Vorgängerwettbewerb des heutigen Supercopa de España, sowie der Gewinn des Landespokals 1949 und 1954.
Am Ende der Saison 1952/53 wurde er mit der Trofeo Monchín Triana ausgezeichnet, die jährlich von den spanischen Zeitungen Marca und Arriba an den Fußballer „mit dem größten Sportsgeist und besonderer Vereinstreue in der spanischen Liga“ verliehen wurde.
Aufgrund dauerhafter Ischias-Beschwerden beendete er seine Spielerkarriere 1958 im Alter von 33 Jahren.

### Nationalmannschaft
Puchades debütierte am 20. März 1949 in einem Freundschaftsspiel gegen Portugal in Lissabon für die spanische Nationalmannschaft. Er stand im Aufgebot bei der Weltmeisterschaft 1950, die Spanien als Vierter abschloss. Dort kam er in allen sechs Spielen zum Einsatz.
Zwischen 1949 und 1954 bestritt Puchades 23 Länderspiele, in denen er ohne Torerfolg blieb.

## Erfolge und Auszeichnungen
- Spanische Meisterschaft: 1947
- Copa Eva Duarte: 1949
- Copa de S.E. El Generalísimo: 1949 und 1954
- Trofeo Monchín Triana: 1953